# Блафф-Сити (Арканзас)
Блафф-Сити (англ. Bluff City) — город, расположенный в округе Невада (штат Арканзас, США) с населением в 158 человек по статистическим данным переписи 2000 года.

## География
По данным Бюро переписи населения США город Блафф-Сити имеет общую площадь в 5,9 квадратных километров, водные ресурсы в черте города отсутствуют.

## Демография
По данным переписи населения 2000 года в Блафф-Сити проживало 158 человек, 46 семей, насчитывалось 66 домашних хозяйств. Средняя плотность населения составляла около 26,8 человека на один квадратный километр. Расовый состав Блафф-Сити по данным переписи распределился следующим образом: 27,22 % белых, 71,52 % — чёрных или афроамериканцев, 1,27 % — коренных американцев.
Из 55 домашних хозяйств в 22,7 % — воспитывали детей в возрасте до 18 лет, 48,5 % представляли собой совместно проживающие супружеские пары, в 13,6 % семей женщины проживали без мужей, 30,3 % не имели семей. 28,8 % от общего числа семей на момент переписи жили самостоятельно, при этом 13,6 % составили одинокие пожилые люди в возрасте 65 лет и старше. Средний размер домашнего хозяйства составил 2,39 человека, а средний размер семьи — 2,96 человека.
Население города по возрастному диапазону по данным переписи 2000 года распределилось следующим образом: 19,0 % — жители младше 18 лет, 6,3 % — между 18 и 24 годами, 24,7 % — от 25 до 44 лет, 31,0 % — от 45 до 64 лет и 19,0 % — в возрасте 65 лет и старше. Средний возраст жителей составил 45 лет. На каждые 100 женщин в Блафф-Сити приходилось 129,0 мужчин, при этом на каждые сто женщин 18 лет и старше приходилось 103,2 мужчин также старше 18 лет.
Средний доход на одно домашнее хозяйство в городе составил 25 500 долларов США, а средний доход на одну семью — 26 667 долларов. При этом мужчины имели средний доход в 37 917 долларов США в год против 20 000 долларов среднегодового дохода у женщин. Доход на душу населения в городе составил 14 358 долларов в год. 19,0 % от всего числа семей в населённом пункте и 23,6 % от всей численности населения находилось на момент переписи населения за чертой бедности, при этом 33,3 % из них были моложе 18 лет и 17,4 % — в возрасте 65 лет и старше.